# 新井町 (横浜市)
新井町（あらいちょう）は、神奈川県横浜市保土ケ谷区の町名。「丁目」のない単独行政地名。住居表示未実施区域。

## 地理
横浜市保土ケ谷区北部に位置し、面積は0.785km²。字に東大丸通、千貫丸通、稲荷通。南西に新井川が流れる。かつては港北区に属し、保土ケ谷区と同区から分区された旭区、港北区から分区された緑区の区境付近に位置する。
町内の千丸台（せんまるだい）地区は、横浜市内に多く存在する谷戸に位置する。

### 字名
- 東大丸通（ひがしだいまるどおり）
- 千貫丸通（せんがんまるどおり）
- 稲荷通（いなりどおり）[2]

### 地価
住宅地の地価は、2025年（令和7年）1月1日の公示地価によれば、新井町字東大丸通229番11の地点で16万4000円/m²となっている。

## 歴史
かつての都筑郡新井新田で、神奈川宿在住の代官・新井忠兵衛が宝暦年間に新田開発の許可を得て、幕府領であった御林・山野を買い取り開墾し、明和7年（1770年）に完成させた。新井新田の完成に伴い、豊作を願う鎮守として稲荷神社が建立され、神社の前の道路は「稲荷通り」と呼ばれた。字名やバス停留所名「稲荷通」としても残る。
1874年（明治7年）、伊勢四日市の黒崎平七が新井新田で茶の栽培を始め、後に鈴木政右衛門が新井新田を買い取り茶畑を作ったと伝えられる。茶の生産は1937年（昭和12年）頃まで続いたが、太平洋戦争の激化に伴う食糧事情の悪化からサツマイモや麦に変わり、戦後の都市化により茶畑は姿を消した。横浜市立新井小学校（現：上菅田町1574-1）の校章は、かつて新井新田に存在した茶畑にちなみ茶の葉と花を図案化している。
戦後は団地建設が進み、1963年（昭和38年）より県営千丸台団地が入居開始。翌1964年には横浜駅西口と千丸台団地を結ぶバス路線（62系統）が開業した。宅地化の進展により1960年代後半には店舗も急増し商店街が形成された。同時期には近隣地区でも、県営笹山団地（上菅田町）、公社竹山団地（緑区竹山）と、大規模団地が相次いで造成されている。県営千丸台団地では住民の高齢化が進んでいるが、近年は町内にマンションも新築され子育て世代の流入もある。

### 年表
- 1751年から1764年新井忠兵衛により開墾。新井新田と呼ばれる。武蔵国都築郡(小机領)新井新田。
- 1889年（明治22年）4月1日 - 都筑郡上菅田村・新井新田が、中山村、寺山村、上猿山村、下猿山村、鴨居村、本郷村、台村、久保村、榎下村、十日市場村、上菅田村と合併し、新治村大字新井新田となる[6][8]。
- 1939年（昭和14年）4月1日 - 新治村が廃止され横浜市に編入、港北区の一部となる[6][8]。
- 1960年（昭和35年）10月 - 保土ヶ谷病院が開業[8]（現：旭区白根7丁目11-1[11]）
- 1961年（昭和36年）7月 - 港北病院が開業（新井町486）[8]。
- 1963年（昭和38年）- 県営千丸台団地が入居開始[8]。
- 1964年（昭和39年）- 千丸台団地と横浜駅西口を結ぶバス路線（62系統）が開業。
- 1965年（昭和40年）10月1日 - 行政区再編成に伴い保土ケ谷区に編入[6]。
- 1969年（昭和44年）
  - 4月1日 - 横浜市立新井小学校が開校[8]。
  - 10月1日 - 保土ケ谷区から旭区、港北区から緑区がそれぞれ分区される。
- 1975年（昭和50年）9月1日 - 隣接する上菅田町と境界を調整[2]。
- 1977年（昭和52年）7月 - 横浜市立新井中学校が開校[8]（横浜市立上菅田中学校から独立）。
- 1982年（昭和57年）8月 - 千丸台連合商店会が発足[8]（2014年5月、千丸台商店会へ名称変更[8]）。

## 世帯数と人口
2025年（令和7年）6月30日現在（横浜市発表）の世帯数と人口は以下の通りである。
| 町丁   | 世帯数    | 人口    |
| ------ | --------- | ------- |
| 新井町 | 3,158世帯 | 6,217人 |

### 人口の変遷
国勢調査による人口の推移。
| 年                 | 人口  |
| ------------------ | ----- |
| 1995年（平成7年）  | 7,178 |
| 2000年（平成12年） | 7,209 |
| 2005年（平成17年） | 7,163 |
| 2010年（平成22年） | 7,639 |
| 2015年（平成27年） | 7,217 |
| 2020年（令和2年）  | 6,705 |

### 世帯数の変遷
国勢調査による世帯数の推移。
| 年                 | 世帯数 |
| ------------------ | ------ |
| 1995年（平成7年）  | 2,486  |
| 2000年（平成12年） | 2,725  |
| 2005年（平成17年） | 2,814  |
| 2010年（平成22年） | 3,077  |
| 2015年（平成27年） | 3,002  |
| 2020年（令和2年）  | 2,991  |

## 学区
市立小・中学校に通う場合、学区は以下の通りとなる（2024年11月時点）。
| 丁目   | 番地                   | 小学校                     | 中学校             |
| ------ | ---------------------- | -------------------------- | ------------------ |
| 新井町 | 1〜113番地 665番地以降 | 横浜市立上菅田笹の丘小学校 | 横浜市立新井中学校 |
| 新井町 | 114〜664番             | 横浜市立新井小学校         | 横浜市立新井中学校 |

## 事業所
2021年（令和3年）現在の経済センサス調査による事業所数と従業員数は以下の通りである。
| 町丁   | 事業所数  | 従業員数 |
| ------ | --------- | -------- |
| 新井町 | 156事業所 | 1,264人  |

### 事業者数の変遷
経済センサスによる事業所数の推移。
| 年                 | 事業者数 |
| ------------------ | -------- |
| 2016年（平成28年） | 136      |
| 2021年（令和3年）  | 156      |

### 従業員数の変遷
経済センサスによる従業員数の推移。
| 年                 | 従業員数 |
| ------------------ | -------- |
| 2016年（平成28年） | 1,002    |
| 2021年（令和3年）  | 1,264    |

## 交通

### 道路
- 稲荷通り

### 鉄道
町内に鉄道駅は存在しない。相模鉄道本線西谷駅の北部、JR横浜線鴨居駅の南部に位置する。

### 路線バス
鉄道駅からは離れているため、町内へのアクセスは路線バスが多く利用される。
- 62系統：千丸台団地 - 西谷駅前 - 横浜駅西口
県営千丸台団地の入居開始に伴い開業。横浜市営バス（保土ヶ谷営業所）、相鉄バス、神奈川中央交通の3社共同運行であったが、相鉄は2007年3月末をもって神奈中へ路線移譲して撤退。さらに2021年度の路線再編で同年3月末をもって市営バスが撤退し、神奈川中央交通の単独運行となった[21]。
- 248系統：千丸台団地 - 西谷駅前 - 上菅田町 - 笹山団地中央
横浜市営バスが運行（保土ヶ谷営業所・緑営業所の共管）。撤退した62系統の代替として2021年4月1日に新設[22]。
- 119系統：鴨居駅前 - 新井町 - 千丸台団地 - 鴨居駅前（白山みどり経由）
- 172系統：鴨居駅前 - 新井町 - 西谷駅前 - 上菅田町 - 鴨居駅前（西谷駅前経由）
- 256系統：鴨居駅前 - 新井町 - 西谷駅前 - 上菅田町 - 鴨居駅前（法国寺入口経由）
横浜線鴨居駅を発着し、町内を経由する循環路線群。横浜市営バス（緑営業所）が運行、一部系統は神奈川中央交通との共同運行。

## 施設
- 県営千丸台団地[8]
- 千丸台商店街[8]
  - 横浜千丸台郵便局（新井町356）
- 新井町公園（新井町99-2）- 保土ケ谷区保土ケ谷土木事務所が管理する最大の公園[23]。
- 医療法人正永会 港北病院（新井町486）[24]

## その他

### 日本郵便
- 郵便番号 : 240-0053[3]（集配局：保土ヶ谷郵便局[25]）

### 警察
町内の警察の管轄区域は以下の通りである。
| 番・番地等 | 警察署         | 交番・駐在所 |
| ---------- | -------------- | ------------ |
| 全域       | 保土ケ谷警察署 | 上菅田交番   |